# Alexander Dmitrijewitsch Scheremetew

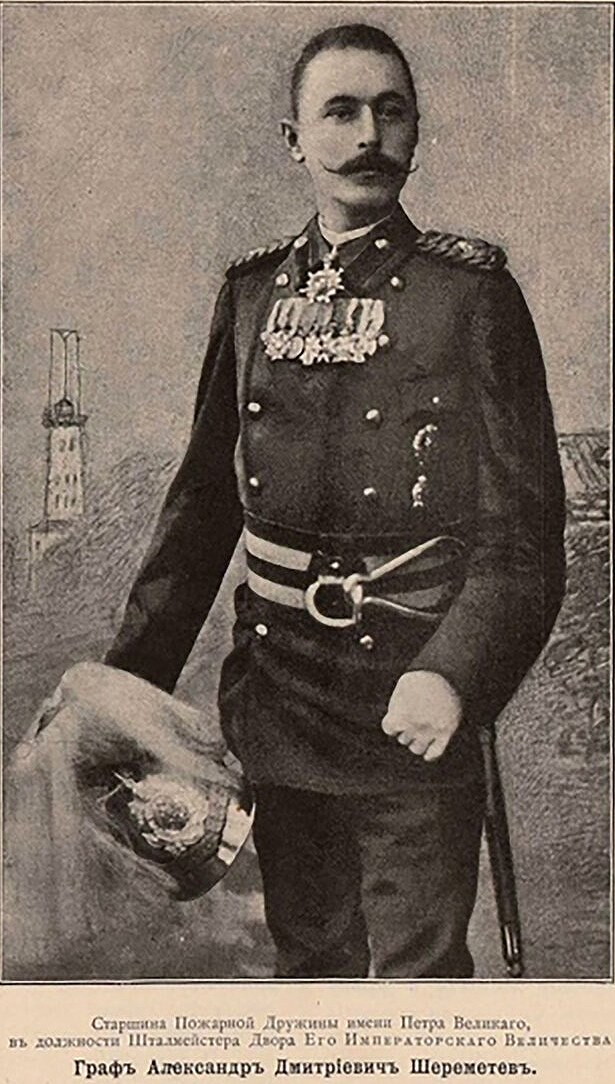
Graf Alexander Dmitrijewitsch Scheremetew in Feuerwehruniform

Graf Alexander Dmitrijewitsch Scheremetew (russisch Граф Александр Дмитриевич Шереметев; * 27. Februarjul. / 11. März 1859greg. in St. Petersburg; † 18. Mai 1931 in Sainte-Geneviève-des-Bois (Essonne)) war ein russischer Musikliebhaber, Dirigent und Mäzen.

## Leben
Alexander Scheremetew war Sohn Graf Dmitri Scheremetews und seiner zweiten Frau Alexandra geb. Melnikowa, Halbbruder Graf Sergei Scheremetews und Enkel Graf Nikolai Scheremetews und seiner Frau Praskowja.
Scheremetew beendete 1881 seine Ausbildung im St. Petersburger Pagenkorps, um dann als Cornet seinen Dienst in der Chevaliergarde aufzunehmen. 1884 schied er aus dem Dienst aus. 1889 wurde er Adjutant des Oberkommandierenden der Kaiserlichen Garde und des Moskauer Militärdistrikts, 1894 Hofstallmeister, 1899 Offizier für besondere Aufgaben am Kriegsministerium, 1902 Flügeladjutant und 1909 Generalmajor Seiner Kaiserlichen Hoheit. Während des Ersten Weltkrieges wurde er 1915 Chef der Flugzeug- und Autotruppe der 6. Armee. Nach der Februarrevolution 1917 schied er am 14. April 1917 krankheitshalber aus der Armee aus.
Scheremetew war durch sein Erbe sehr vermögend. Er besaß die Herrensitze Ostankino und Woronowo bei Moskau, den Scheremetew-Hof in Moskau an der Wosdwischenka-Straße und den Herrensitz Uljanka bei St. Petersburg. 1905 gehörten ihm in 25 Dörfern 29 Landgüter mit einer Gesamtfläche von 226.000 Dessjatinen.

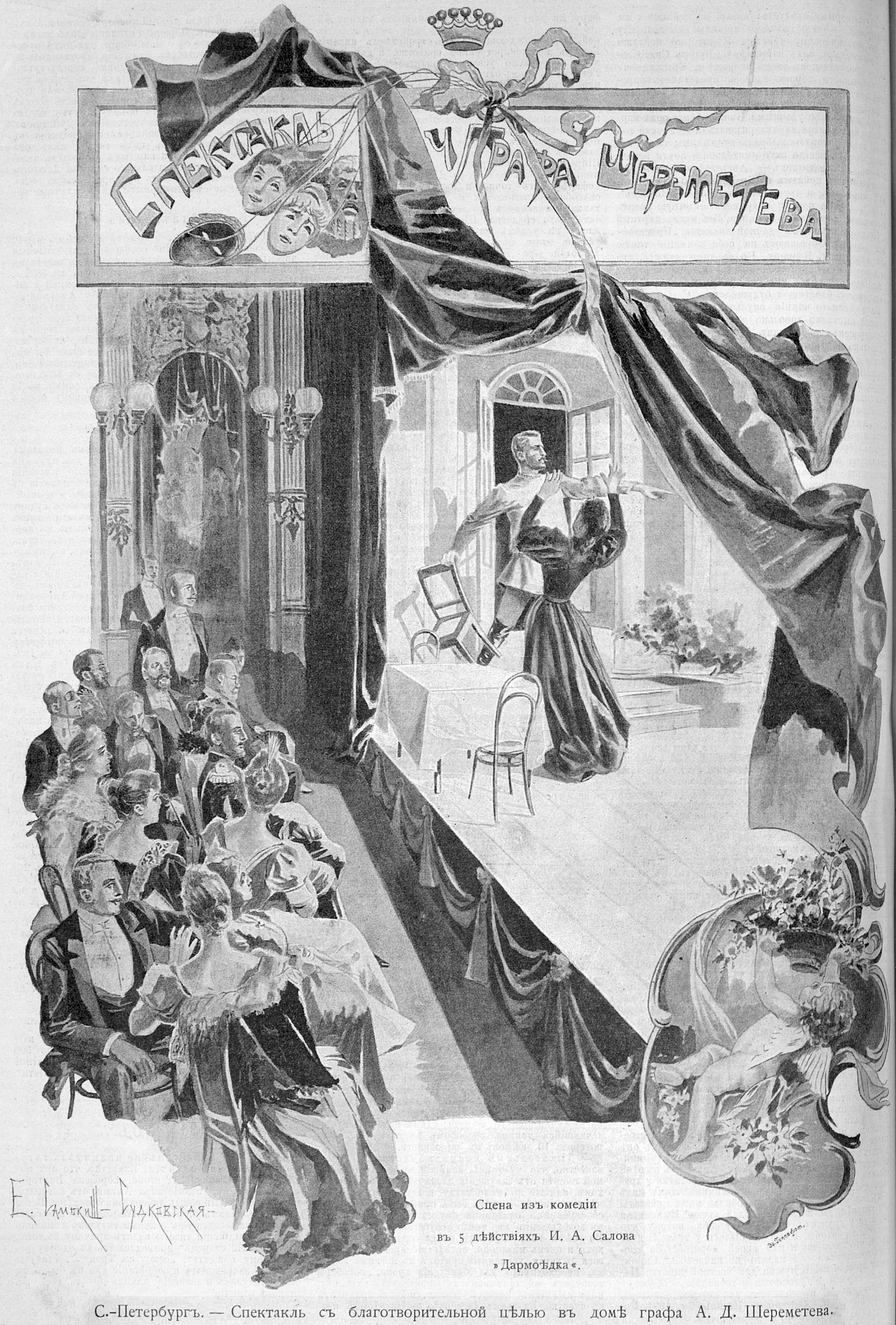
Ilja Salows Komödie Darmodka 1894 in Graf A. D. Scheremetews Haus

Scheremetew hatte Musik bei Theodor Leschetizky (Klavier), Iwan Melnikow (Gesang) und Wassili Wurm (Kornett) studiert. 1882 gründete er ein eigenes Orchester. 1892–1894 war er der erste Vorsitzende der Russischen Feuerwehrgesellschaft und beteiligte sich 1892 an der Ausrichtung der Allrussischen Feuerwehrausstellung. Ab 1898 gab sein Orchester populäre symphonische Konzerte. 1908 stiftete er 20.000 Rubel für Rimski-Korsakow-Stipendien zum Studium am Sankt Petersburger Konservatorium. 1910–1916 leitete er die Musikalisch-Historische Gesellschaft, deren Konzerte das St. Petersburger Musikleben deutlich bereicherten, indem sie Jean Sibelius und Richard Strauss bekanntmachten. Auf Scheremetews Initiative kam es am 21. Dezember 1913jul. / 3. Januar 1914greg. mit ihm als Dirigent zur russischen Premiere von Richard Wagners Oper Parsifal im St. Petersburger Eremitage-Theater mit Félia Litvinne aus Paris als Kundry im Beisein der kaiserlichen Familie, des Diplomatischen Corps und der Spitzen der Regierung und der Staatsduma. Die Oper hatte Scheremetew bereits 1906 in drei Konzerten vorgestellt, wobei die Presse sein Dirigat als „primitiv“ bezeichnete.
Scheremetew sorgte in St. Petersburg für Gedenktafeln für Alexander Dargomyschski, Mili Balakirew, Alexander Serow und Modest Mussorgski, und er führte eine allrussische Spendensammlung für ein Tschaikowski-Denkmal durch. 1901–1917 leitete er den Hofchor. Nach der Oktoberrevolution lebte Scheremetew bis 1928 auf seiner Datsche in Tytisevä im nun unabhängigen Finnland (jetzt als Uschkowo ein Vorort St. Petersburgs) und wanderte dann nach Paris aus.

## Familie
Scheremetew war seit 1883 verheiratet mit Gräfin Marie Fjodorowna Heiden aus Reval (1863–1939), Tochter des Generalgouverneurs des Großfürstentums Finnland Friedrich Moritz Reichsgraf van Heyden und seiner Frau Jelisaweta Nikolajewna geb. Gräfin Subowa, und hatte vier Kinder.

## Ehrungen
- Ritterkreuz des Wasaordens (1888)
- Sankt-Stanislaus-Orden III. Klasse (1892)
- Ritterkreuz der Ehrenlegion (1892)
- Takovo-Orden IV. Klasse (1892)
- Orden Danilos I. für die Unabhängigkeit IV. Klasse (1894)
- Osmanje-Orden III. Klasse (1895)
- Wladimir-Orden IV. Klasse (1896)
- St. Anna-Orden III. Klasse (1900)
- Royal Victorian Order IV. Klasse (1902)
- Orden vom Doppelten Drachen II. Klasse 3. Stufe (1902)
- Orden der Krone von Italien III. Klasse (1902)
- Erlöser-Orden III. Klasse (1902)
- Offizierskreuz der Ehrenlegion (1902)
- Sonnen- und Löwenorden II. Klasse (1905)
- Sankt-Stanislaus-Orden II. Klasse (1906)
- Kommandeurskreuz 1. Klasse des Schwertordens (1908)
- Wladimir-Orden III. Klasse (1911)
- Orden Heinrichs des Löwen I. Klasse (1912)
- Sankt-Stanislaus-Orden I. Klasse (1913)
- St. Anna-Orden I. Klasse (1916)